# Mañeru
Mañeru es una villa y municipio español de la Comunidad Foral de Navarra, situado en la merindad de Estella, en la comarca de Estella Oriental, el Valdizarbe y a 25 km de la capital de la comunidad, Pamplona. Su población en 2017 fue de 450 habitantes (INE).

## Geografía
Situado en el Camino de Santiago a 4 km de Puente la Reina al este y a 2 km de Cirauqui al oeste. Al norte linda con Artazu y al sur con Mendigorría. En su término se encuentran el río Arga y el río Salado, en el que se sitúa una pequeña central eléctrica.

## Historia

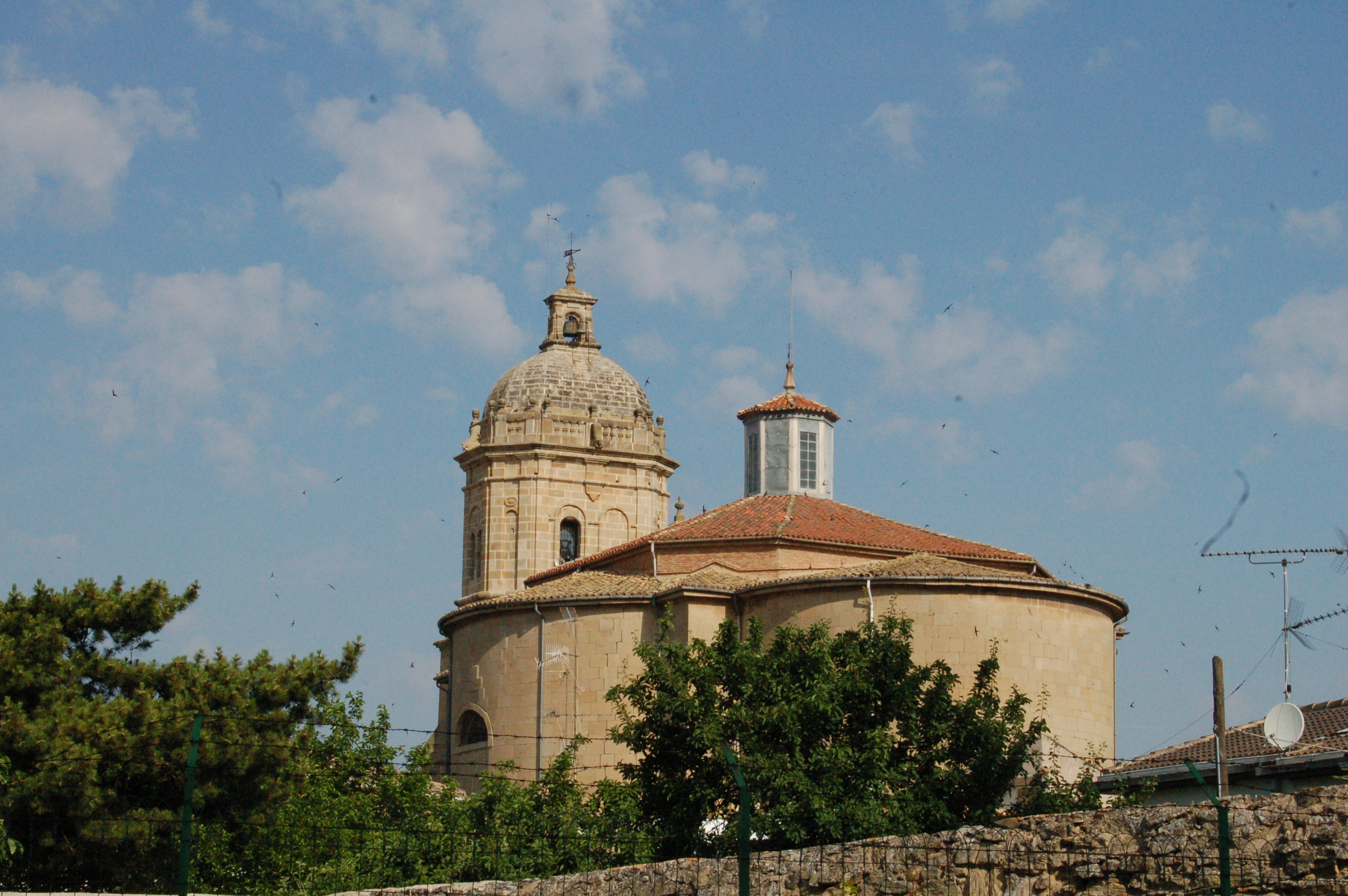
Iglesia de San Pedro de Mañeru

Durante el siglo XIII perteneció a la Orden Militar del Hospital de San Juan de Jerusalén, de cuyo señorío fue liberada la villa en 1555.
En la Guerra de la Independencia, contra los franceses, tuvo lugar la batalla de Mañeru (15 de octubre de 1812), en la que las tropas de Espoz y Mina infligieron un millar de bajas al ejército francés.
Durante las Guerras Carlistas, Mañeru aportó voluntarios a las líneas de los sucesivos pretendientes y colaboró con ellas de diversas formas y algunas acciones militares tuvieron lugar allí. Por ejemplo, en la tercera guerra carlista, la acción de Santa Bárbara de Mañeru fue un enfrentamiento en el que una columna liberal, mandada por el general Domingo Moriones, fue obligada a retirarse por las tropas carlistas.
Bajo la advocación de Santa Bárbara, se constituyó en 1932 en el Círculo Jaimista de Mañeru (Navarra) la Asociación de Margaritas de Mañeru, para socorrer a las familias tradicionalistas necesitadas, y para proveer instrucción religiosa a los niños cuando las autoridades de la II República la eliminaron de la escuela. A partir de 1936 esta asociación femenina se dedicó a la asistencia de los requetés, muy especialmente a la confección de prendas de abrigo y uniformes para enviar al frente de batalla, del bando sublevado.

## Demografía
Mañeru cuenta con una población de 450 habitantes (INE 2024).
| Gráfica de evolución demográfica de Mañeru entre 1842 y 2021                                                        |
| |
| Población de derecho según los censos de población del INE Población de hecho según los censos de población del INE |

## Administración y política
| Partido político                         | 2015  | 2015       | 2011  | 2011       | 2007 | 2007       | 2003 | 2003       | 1999 | 1999       | 1995  | 1995       |
| Partido político                         | %     | Concejales | %     | Concejales | %    | Concejales | %    | Concejales | %    | Concejales | %     | Concejales |
| Agrupación Electoral Mañeru (AEM)        | 95,17 | 7          | —     | —          | —    | —          | —    | —          | —    | —          | —     | —          |
| Formación Independiente de Mañeru (FIM)  | —     | —          | 86,57 | 7          | —    | —          | —    | —          | —    | —          | —     | —          |
| Agrupación Independiente de Mañeru (AIM) | —     | —          | —     | —          | —    | —          | —    | —          | —    | —          | 97,93 | 7          |

## Cultura

### Patrimonio
Es característica su iglesia parroquial dedicada a San Pedro con un retablo barroco del siglo XVIII. Próxima a la Plaza Mayor, Casa El Palaciano fue escenario de algunas escenas de la película Tasio (1984) de Montxo Armendáriz.

### Fiestas
- Fiestas pequeñas: El último fin de semana de junio.
- Fiestas de las Santas reliquias o Fiestas Grandes: Recientemente se ha cambiado la fecha de celebración de las fiestas mayores que han pasado de la primera semana de septiembre a la última de agosto, dando comienzo el viernes correspondiente.